# Playas
Playas (connue officiellement sous le nom de General Villamil Playas) est une ville et une station balnéaire de la province du Guayas, en Équateur. Elle est aussi le chef-lieu du canton de Playas, créé en 1989. Sa population s'élevait à 24 070 habitants en 2001.

## Géographie
Playas est située au bord de l'océan Pacifique, à 72 km — 96 km par la route — à l'ouest de Guayaquil.

## Histoire
La ville porte le nom d'un héros de l'indépendance, le général José de Villamil.

## Économie
Playas est devenue un important centre touristique à proximité de la grande ville de Guayaquil. Elle possède plusieurs plages : Playa General Villamil, Paseo Acuático Recinto Data de Villamil, Playa el Arenal, Playa de data de Villamil et Playa de Puerto Engabao.
Playas est également un port de pêche en plein essor, connu pour ses spécialités de poissons et de fruits de mer. Playas abrite également l'Académie militaire Rendón Gómez.

## Galerie

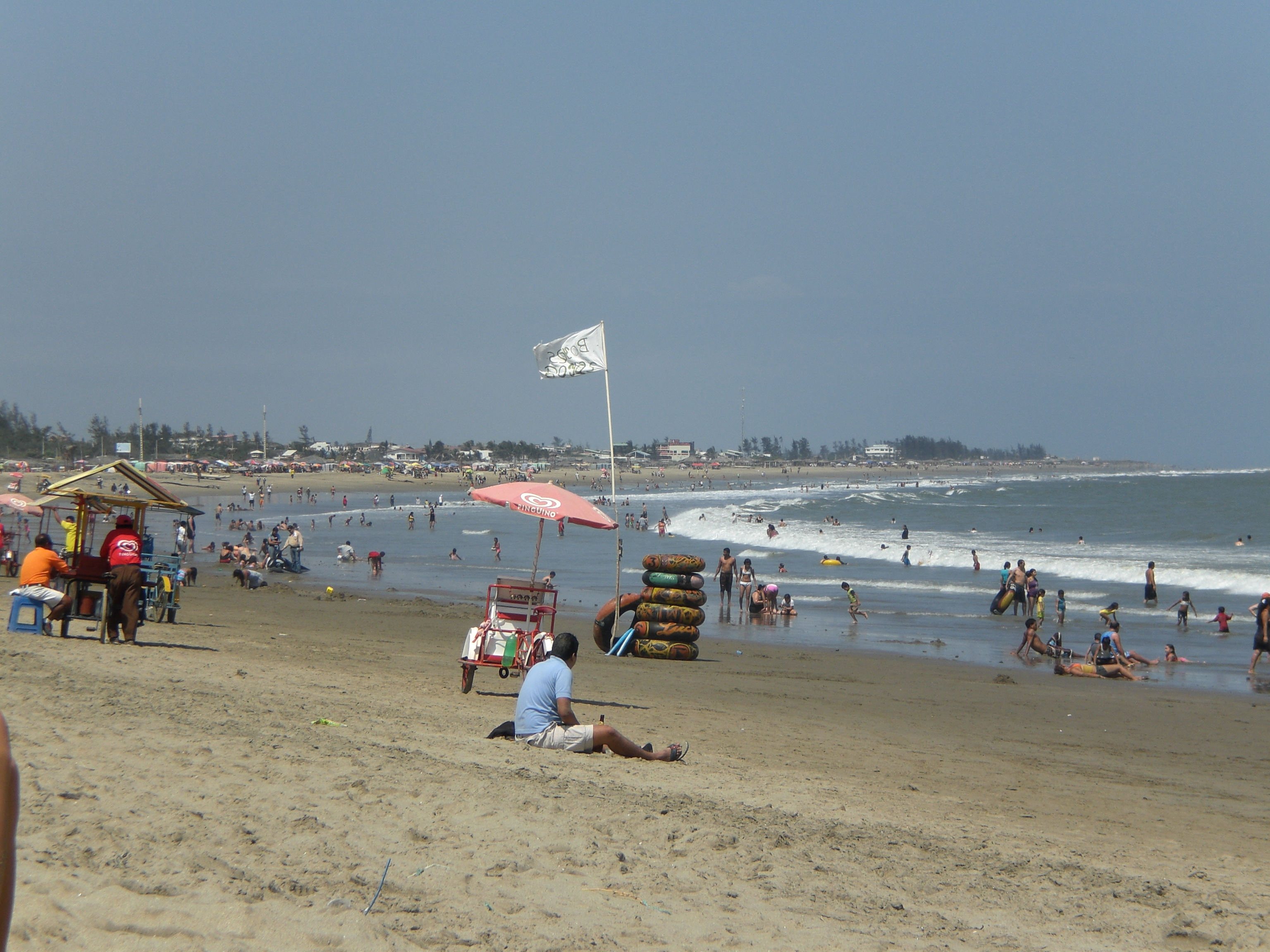
Vue d'une plage
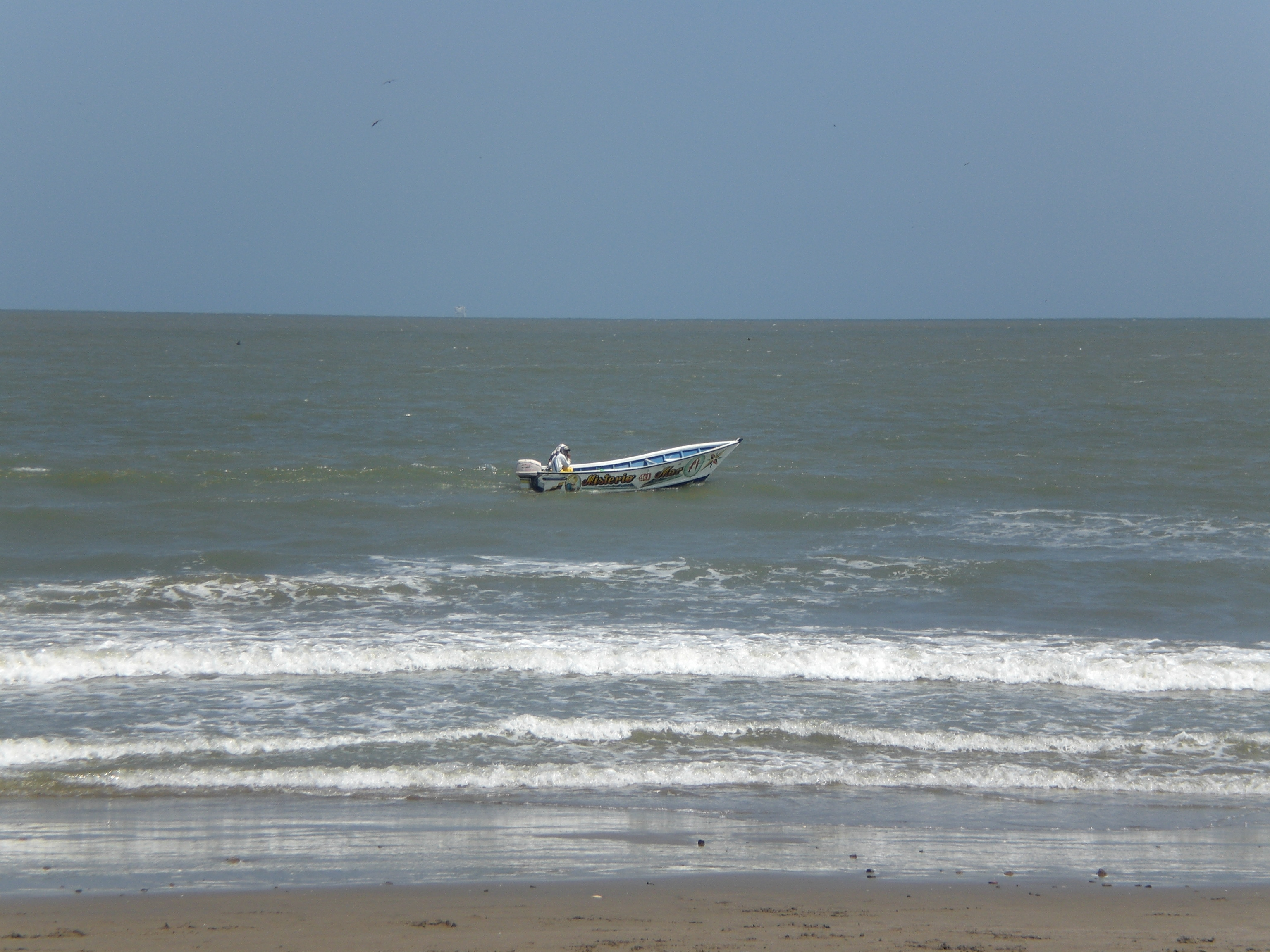
Un pêcheur de Playas